# Januarstormen 2005
Januarstormen 2005 var en voldsom storm, der ramte det nordvestlige Europa 8. januar 2005. Stormen, der især hærgede i Danmark og Sverige, nåede en vindstyrke på 35 m/s og i vindstød op til 46 m/s målt i Hanstholm, hvilket svarer til en orkan på niveau 2.
Stormen var varslet af DMI, og de danske myndigheder havde truffet deres forholdsregler, hvilket medførte, at Danmark slap relativt nådigt fra uvejret, selv om fire mennesker omkom som følge heraf. I Sverige var konsekvenserne af stormen værre, idet atten mennesker blev dræbt, mens de økonomiske følger af stormen var markante, særligt i skovbrug, hvor det anslås, at omkring 75.000.000 m³ træ blev blæst omkuld i den sydlige del af landet. Endvidere blev elforsyningen ramt, og 341.000 husstande mistede strømmen i dage- og endda ugevis efter stormen. Omkring 10.000 husstande manglede fortsat strøm tre uger efter stormen.
Stormen, der havde sit udgangspunkt i en frontzone syd for Newfoundland, susede hen over Nordatlanten og ramte først Nordirland og Skotland, inden den nåede det sydlige Skandinavien. Der var tale om et lavtryk, der nåede ned til 960-970 mB, da den passerede her. Dagen efter, 9. januar, var den allerede fortsat ud over Østersøen og nåede Baltikum og det vestlige Rusland. Herpå svækkedes stormen, der efterhånden døde ud over det centrale Rusland omkring 13. januar.
På Humboldt-Universität zu Berlin blev stormen døbt Erwin, mens den i Norge og Sverige fik navnet Gudrun. Ingen af disse navne blev for alvor anvendt i Danmark.